# گکوی دم‌کلفت
گکوی دم‌کلفت (نام علمی: Underwoodisaurus milii) نام یک گونه از سرده گکوهای دم‌کلفت است.